# Nemške obrambne linije v Italiji
Med drugo svetovno vojno je Nemčija pripravila vrsto obrambnih linij preko vsega Apeninskega polotoka, v predvidevanju možnosti zavezniške invazije na Italijo, ki se je kasneje tudi zgodila. Od teh obrambnih linij so nekatere ostale neuporabljene, ker so se spopadi razvili po drugih poteh, nekatere pa so dejansko za več časa zaustavile zavezniško napredovanje.
Organizacija Todt je gradila te fortifikacije s prisilnim delom lokalnih delavcev in vojnih ujetnikov. Njihova lokacija in izgradnja dokazuje odlično poznanje geografskih značilnosti Apeninskega polotoka, saj je  načrtovanje obrambe izrabilo vsako naravno zapreko.

## Obramba Sicilije
V predvidevanju nasprotnikove invazije z izkrcanji na Siciliji, ki se je tudi dejansko uresničila, so Nemci že na Siciliji zgradili kar tri obrambne linije, imenovane Santo Stefano, San Fratello in Tortorici. Samo San Fratello, imenovana tudi linija Etna, se je izkazala za koristno. Potekala je od kraja Troina (med Catanio in Messino) proti severu do naselja San Fratello na tirenski obali. Za časa zavezniške invazije na Sicilijo je obramba te linije dovolila nemški vojski umik preko Mesinske ožine na polotok.

## Obramba južne in srednje Italije
V južni in osrednji Italiji je bilo pripravljenih kar 22 obrambnih fortifikacij, in sicer: 
Linija Volturno (Viktor-Linie): od mesta Termoli, vzdolž reke Biferno, preko Apeninov in nato ob reki Volturno. To je bila najjužnejša linija in je zadržala invazijo le nekaj dni. Naslednja zapreka je bila linija Barbara, na pol poti od prejšnje do linije Gustav. Linija Barbara in njen odcep linija Benhardt, ki ni prečkala vsega polotoka kot ostale, sta bili malo fortificirani in sta bili namenjeni samo upočasnitvi sovražnika. 
Pomembnejša je bila linija Gustav, ki je kot predvideno igrala eno najvidnejših vlog v celotni invaziji. Potekala je po najožjem delu Apeninskega polotoka, od izliva reke Garigliano (na meji med Lacijem in Kampanijo) skozi Cassino vse do mesta Ortona na jugu Pescare, po najtežje prehodnem gorskem terenu. Po hudih bojih je bila prebita 18. maja 1944. Po nekaj dneh je padla tudi linija Hitler/Senger, čigar namen je sicer bil samo zadrževanje morebitnih začasnih vdorov preko Gustava. V kratkem sta bili premoščeni tudi ostali dve pomožni liniji, to je Caesar/C in po zavzetju Rima še Albert, ki je povezovala Jadransko s Tirenskim morjem skoraj v ravni črti ob Trasimenskem jezeru in ki je zadržala Zaveznike za tri tedne.

## Obramba severne Italije
V severni Italiji so Nemci pripravili še drugih 22 obrambnih linij.
Po liniji Albert je bila v smeri sever prva linija Arno, ki je potekala od severnega Ligurskega morja ob reki Arno, preko Firenc do reke Metauro. Glavni namen te linije je bilo onesposobljenje vseh mostov preko Arna, kar je za dalj časa ustavilo zavezniško prodiranje. Edini nepoškodovani most je bil namreč zgodovinski Stari most (Ponte vecchio) v Firencah, ki ni bil primeren za prehod težkega prometa.
Kmalu za linijo Arno je bila pripravljena velika Gotska ali Zelena linija, ki je originalno potekala od Ligurskega morja preko apeninskega prelaza Futa in je nato sledila jugovzhodni smeri gorovja do reke Foglia vse do njenega izliva v Jadransko morje pri Pesaru. Obala nad Pesarom je bila fortificirana z linijo Galla Placidia, ki je bila sestavljena iz dobro miniranih plaž in priobalne artilerije za obrambo pred invazijo z morja, a ta linija ni bila nikoli aktivna. Zavezniki so namreč dobesedno ob njej predrli Gotsko linijo po kopnem, zato so se Nemci umaknili bolj na sever in se reorganizirali na jugu Bologne in močvirja Comacchio; ta novi del Gotske linije, poimenovan linija Gengis Khan, se je preko ostale (zahodne) Gotske linije povezoval s fortifikacijami linije Vallo ligure. Preko področja med originalnim delom Gotske linije in linijo Gengis Khan se tri večje reke stekajo z Apeninov proti morju in ob vsaki od teh so Nemci pri umiku organizirali obrambno linijo. To so bile linije Irmgard, Laura in Paula, ki so pa zadržale zavezniško vojsko le nekaj dni. Onstran Gotske linije se je razprostirala Padska nižina, katere zaradi močvirnatih tal vojska ne bi mogla premostiti v zimskem času; zato se je ofenziva že oktobra ustavila na položajih. Gotska linija, čeprav na več krajih prebita, je tako vzdržala dejansko do konca vojne.
Omenjena obrambna linija Vallo ligure je bila stara veriga artilerijskih postojank, ki jo je Kraljevina Italija zgradila takoj po zedinjenju Italije vzdolž ligurske obale.   Prvotna oprema postojank v Genovi in La Speziji je bila delno prenešena na kritična mesta na Jadranu, vendar je v teku prve svetovne vojne ta neprekinjena veriga ligurskih oporišč odlično obranila dostop anglo-francoskih čet na fronto. V drugi svetovni vojni so nemške čete zasedle to linijo takoj po kapitulaciji Italije (8. septembra 1943), za slučaj, da bi se Zavezniki izkrcali v Liguriji. Obstoječe fortifikacije, opremljene s težko artilerijo, so okrepili z miniranjem celotne obale in z dodelitvijo večjega števila vojakov, a Vallo ligure ni bil nikoli napaden.
Za možnost umika nemške vojske proti zahodu sta bili predvideni še dve obrambni liniji. Zapora Ala je bila skupina pregrad in ovir v soteski reke Adiže, s katerimi so Nemci hoteli zaščititi dostop do Brenerja, glavne povezave med Italijo in Nemčijo. Zapora ni prišla v poštev v drugi svetovni vojni, ker se nemška vojska ni umaknila skozi to dolino, temveč se je predala. Alpenfestung Alpina pa pravzaprav niti ni obrambna linija, saj ni bila nikoli dograjena: v načrtih je to bilo poslednje zatočišče Tretjega Rajha, kamor naj bi se umaknile najvišje oblasti in pomembne osebe v slučaju poraza. Obsegalo naj bi večje alpsko ozemlje nekje med Bavarsko in Tirolom, dobro fortificirano in samooskrbovano. Po Hitlerjevi smrti so Nemci preselili v bodoči Alpenfestung, začasno v večji hotel pri Bocnu, načrtovalce raket V-2 in drugih 450 znanstvenikov, pa tudi 141 talcev, ki so jih nameravali izročiti proti pogajanjem z Zavezniki. Po propadu pogajanj so bili talci izročeni Američanom.